# كيسة قناة الصفراء
كيسة قناة الصفراء (بالإنجليزية: choledochal cyst)‏ هي حالةٌ خلقية، يحدثُ فيه توسعٌ كيسي في قناة الصفراء، وهي غير شائعةٍ في الدول الغربية ولكن تشيع في دول شرق آسيا مثل الصين واليابان.